# Benny Omerzell

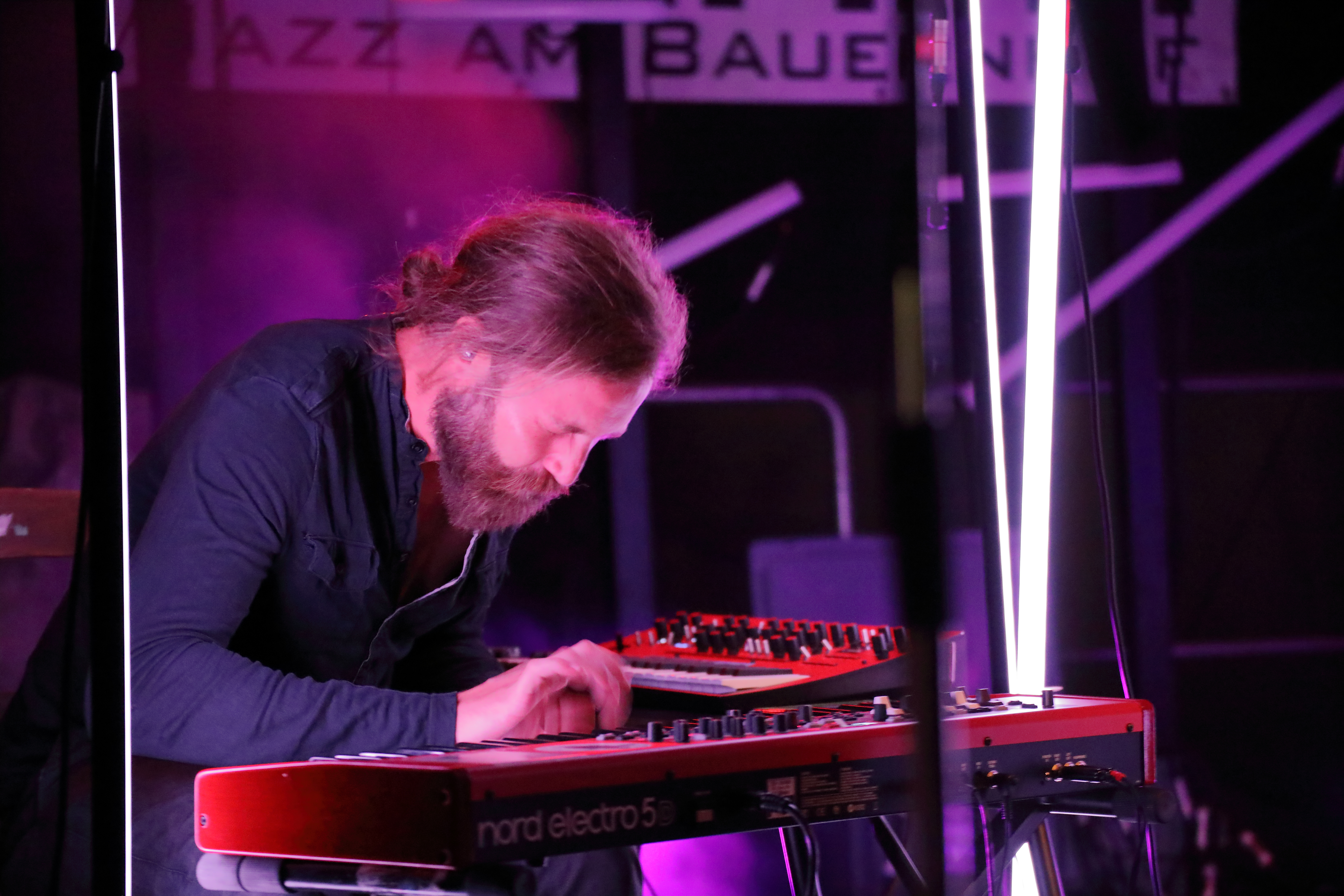
Benny Omerzell (INNtöne Jazzfestival 2020)

Benjamin „Benny“ Omerzell (* 10. Oktober 1984 in Egg) ist ein österreichischer Jazzmusiker (Piano, Keyboards, Komposition).

## Leben und Wirken
Omerzell erhielt klassischen Klavierunterricht und wurde am Vorarlberger Landeskonservatorium in Feldkirch weiter am Instrument ausgebildet. Zugleich besuchte er das Musikgymnasium Feldkirch, wo er 2004 seine Matura mit Auszeichnung ablegte. Von 2006 bis 2008 studierte er an der Universität für Musik und darstellende Kunst Graz bei Harald Neuwirth und Uli Rennert Jazz-Piano. An der britischen Open University war er daneben im Fernstudium Physik eingeschrieben.
Omerzell lebt seit 2009 in Wien und ist als Pianist Mitglied im Jazzorchester Vorarlberg und im Jazzwerkstatt Graz Composers Ensemble. Mit Martin Eberle, Lukas König und Manuel Mayr bildet er die Gruppe Kompost 3, die nach dem gleichnamigen Debütalbum (2010) die Alben Epigenesis (2012) und Ballads for Melancholy Robots (2015) vorlegte und auch als Avantgarde-Pop-Band 5K HD erfolgreich mit Mira Lu Kovacs arbeitete. Im Trio mit Lukas König und Martin Siewert entstand 2017 das Album Battleship Euphoria. Des Weiteren gehört er zu Birds of a Feather um Veronika Morscher und Aura:L Sculptures um Laura Winkler und Adrian Kleinlosen. Als Sideman arbeitete er mit Ulrich Drechsler, Vincent Pongracz, Andreas Schreiber, Orges Toces, Lylit sowie 5/8erl in Ehr’n und ist auch mit Millycent mit Emily Stewart und mit Uri Caine, Michael Mondesir, Soweto Kinch, Peter Herbert, Bobby Previte, Andreas Schaerer, Leila Martial, Lucas Niggli und Ed Partyka aufgetreten.
Omerzell komponiert Klavierstücke, aber auch Theater-, Tanz- und Filmmusik. Sein Werk „Perpetuum Immobilis“ für Streicher, Percussion und Klavier wurde vom ORf 2022 im Rahmen der „Late Night Session“ präsentiert. Daneben schuf er Animationsfilme auf der Basis von Plastilin, etwa 2017 die Politsatire „Trump vs. Reality“ für das Magazin Der Spiegel.

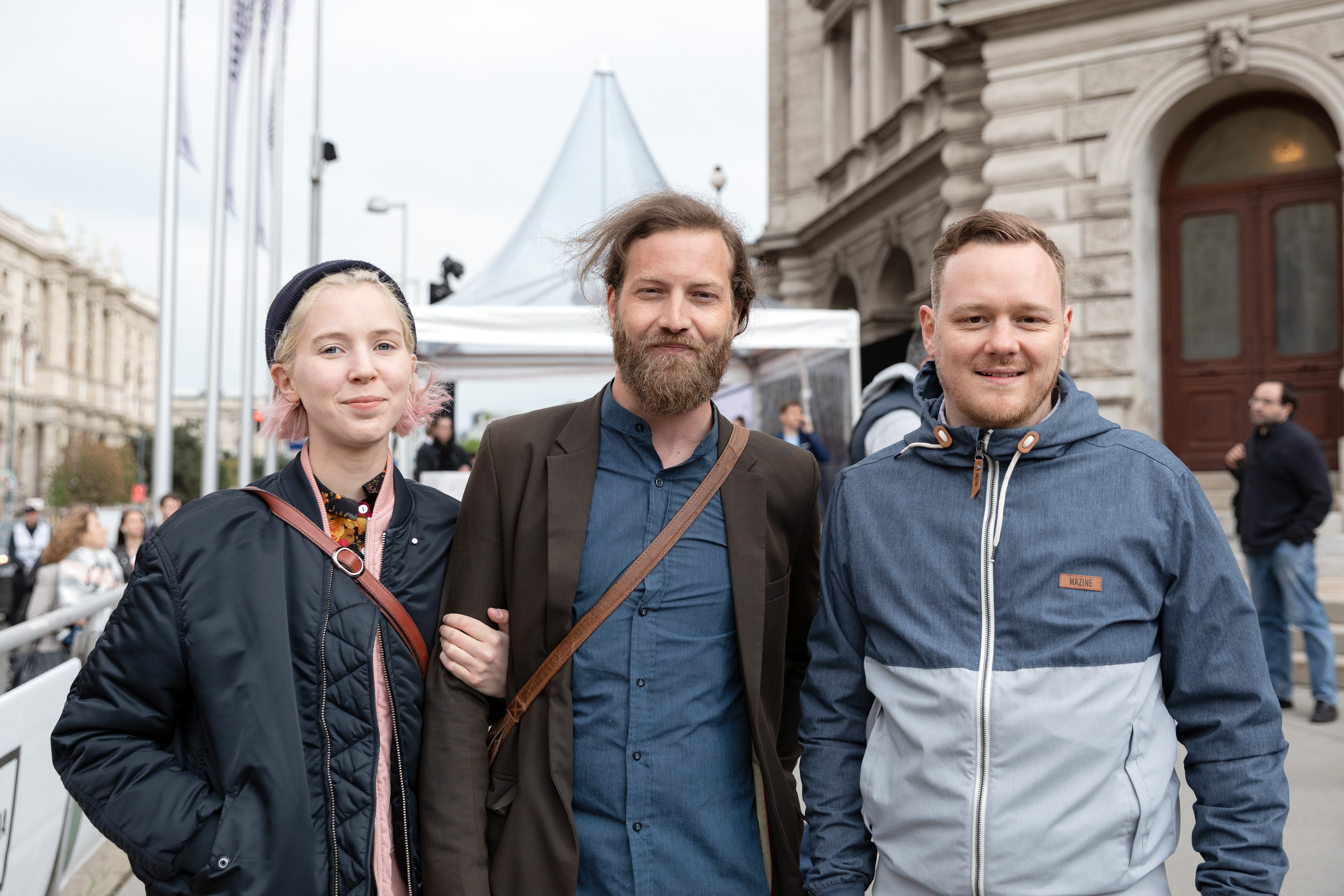
Benny Omerzell (Mitte) mit Mira Lu Kovacs und Martin Eberle (2018)

## Preise und Auszeichnungen
Omerzell gewann mit Kompost3 den Bremer Jazzpreis 2014 und den BAWAG P.S.K. Next Generation Jazz Award 2014. 2017 wurde er zusammen mit Fabio Devigilli, Andreas Broger, Veronika Morscher, David Soyza, Johannes Bär und Martin Grabher mit dem Kulturpreis des Landes Vorarlberg ausgezeichnet. Mit 5K HD wurde er 2020 von FM4 für den besten Song des Jahres („Happy Fxxxing Life“) ausgezeichnet und gewann im selben Jahr den Music Moves Europe Talent Award der Europäischen Union.

## Diskographische Hinweise
- Kompost3: Kompost3 (Laub Records, 2020)
- Omerzell | Siewert | König: Battleship Euphoria (Cracked AnEgg Records, 2017)
- Jazzorchester Vorarlberg feat. Vincent Pongracz & Renee Benson: Leelah (JazzWerkstatt Records, 2022)